# Продовжуйте сміятися
Продовжуйте сміятися (англ. Keep Laughing) — американська короткометражна кінокомедія Роско Арбакла 1932 року.

## У ролях
- Монте Коллінз
- Маргарет Лі
- Едді МакПайл
- Браянт Вошберн
- Філліс Крейн
- Джек Шоу
- Дороті Грейнджер
- Річард Мелебі
- Джордж Девіс